# Bon Bābā Jān
Bon Bābā Jān (persiska: بُن بابا جان) är en ort i Iran.   Den ligger i provinsen Ilam, i den västra delen av landet, 500 km sydväst om huvudstaden Teheran. Bon Bābā Jān ligger 614 meter över havet och antalet invånare är 641.
Terrängen runt Bon Bābā Jān är kuperad åt nordost, men åt sydväst är den bergig. Runt Bon Bābā Jān är det ganska glesbefolkat, med 42 invånare per kvadratkilometer. Närmaste större samhälle är Ābdānān, 14,6 km sydväst om Bon Bābā Jān. Omgivningarna runt Bon Bābā Jān är i huvudsak ett öppet busklandskap.